# إسحاق فوتو
إسحاق فوتو (بالإنجليزية: Isaac Fotu)‏ مواليد 18 ديسمبر 1993 في يورك، هو لاعب كرة سلة محترف نيوزلندي بدأ مسيرته الاحترافية في سنة 2011 يلعب مع فريق باسكت سرقسطة 2002 ويحمل الرقم 42، وكان لعب سابقا مع نيو زيلاند بريكرز. يبلغ طوله 6 قدم 8 بوصة (2.0 م).

## روابط خارجية
- إسحاق فوتو على موقع الاتحاد الدولي لكرة السلة (الإنجليزية)
- إسحاق فوتو على موقع الدوري الأوروبي لكرة السلة (الإنجليزية)
- إسحاق فوتو على موقع دوري كرة السلة الياباني للمحترفين (اليابانية)
- إسحاق فوتو على موقع fiba3x3.com (الإنجليزية)
- إسحاق فوتو على موقع الدوري الإسباني لكرة السلة (الإسبانية)
- إسحاق فوتو على موقع كرة السلة الأوروبية.كوم (الإنجليزية)
- إسحاق فوتو على موقع كلية كرة السلة في سبورتس رفرنس.كوم (الإنجليزية)
- إسحاق فوتو على موقع ريلجم (الإنجليزية)
- إسحاق فوتو على موقع بروبوليرز (الإنجليزية)
- إسحاق فوتو على موقع سبورتس رفرنس (الإنجليزية)